# Маседа
Масе́да (ісп. і гал. Maceda) — муніципалітет в Іспанії, у складі автономної спільноти Галісія, у провінції Оренсе. Населення — 3139 осіб (2009).

## Географія
Муніципалітет розташований на відстані близько 390 км на північний захід від Мадрида, 19 км на південний схід від Оренсе.

## Демографія
Динаміка населення (INE ):

## Парафії
Муніципалітет складається з таких парафій: 
1. Асадур
2. А-Коста
3. Ас-Час
4. Вілардекас
5. Кастро-де-Ескуадро
6. Ковас
7. Маседа
8. П'юка-оу-Араушо
9. Сантісо
10. Сорельє
11. Тіойра
12. Фонкуберта

## Персоналії
- Фернандо Кірога-Паласіос (1900—1971) — кардинал, архієпископ Компостельський.

## Галерея

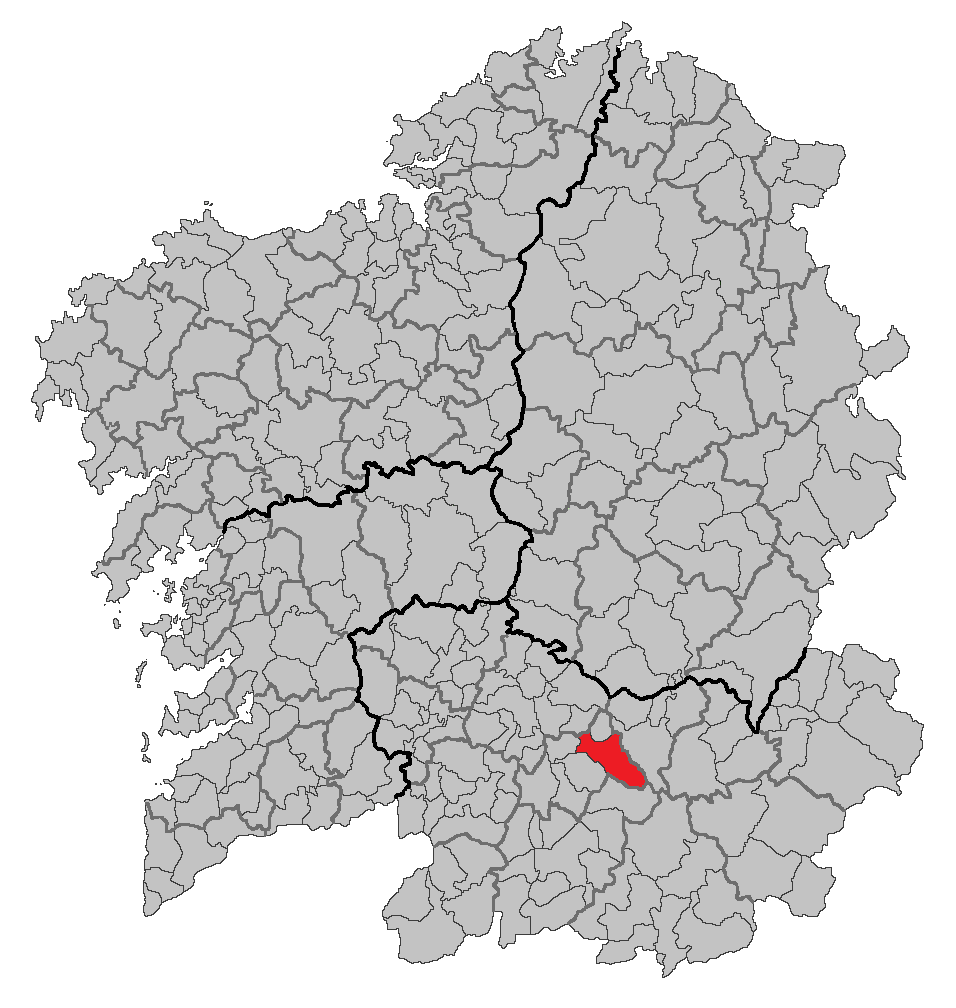
Розташування муніципалітету